# Henri Coandă

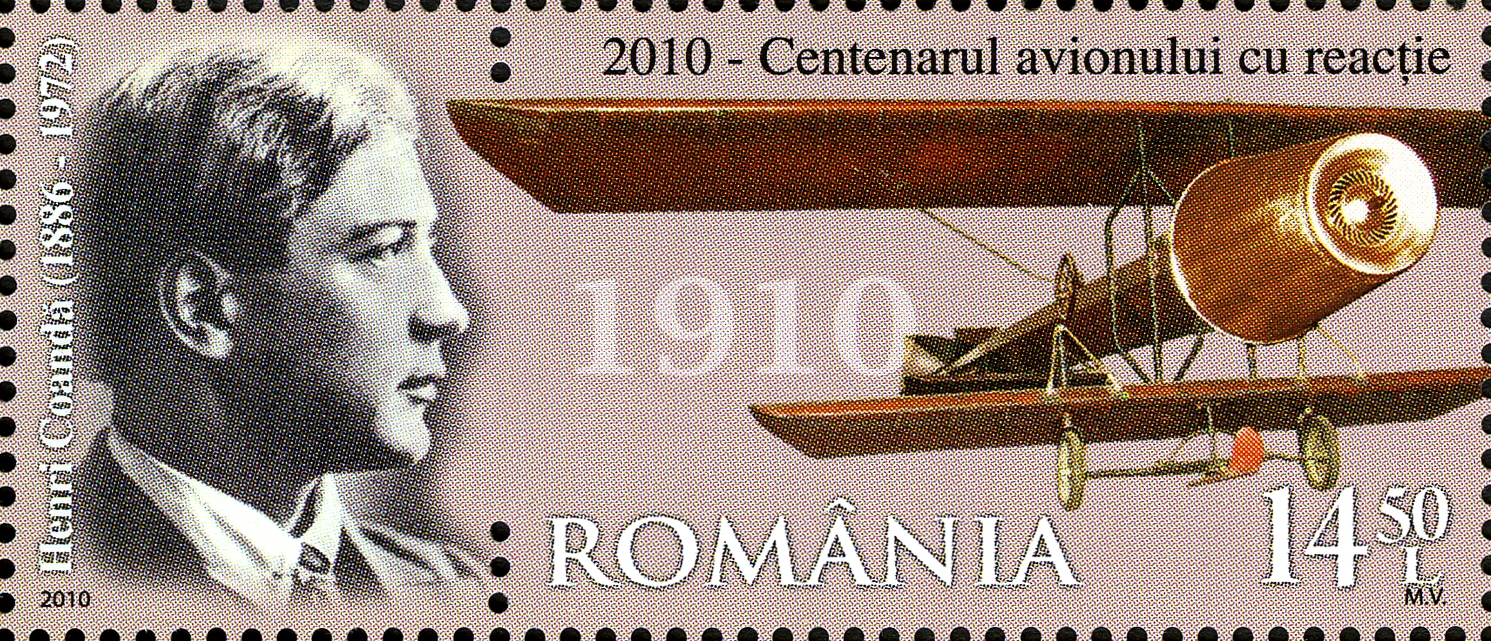
Henri Coandă i jego samolot na znaczku wydanym z okazji 100-lecia konstrukcji

Henri Marie Jean Gustave Coandă (ur. 7 czerwca 1886 w Bukareszcie, zm. 25 listopada 1972 tamże) – rumuński inżynier i konstruktor lotniczy. Coandă był jednym z pionierów lotnictwa, odkrywcą efektu przylegania płynu (ciecz lub gaz) do powierzchni (tzw. efekt Coandy), wymienia się go również jako konstruktora pierwszego samolotu odrzutowego.

## Życiorys
Urodził się jako syn generała Constantina Coandy i Aidy Danet w Bukareszcie. Po trzech latach szkoły średniej w Bukareszcie (Liceul Sf. Sava), kontynuował naukę w liceum wojskowym w Jassach, które ukończył w 1903 roku ze stopniem sierżanta. Naukę kontynuował w Bukareszcie w akademii wojskowej (Școala de ofițeri de artilerie, geniu și marină), w Niemczech, w Wyższej Szkole Technicznej w Charlottenburgu, gdzie w 1907 otrzymał stopień podporucznika artylerii, i przez rok w Belgii. W 1908 roku powrócił do Rumunii, lecz w 1909 roku podjął studia we Francji na nowo powstałej Wyższej Szkole Inżynierów Lotniczych (École Nationale Superieure d’Ingenieurs en Construction Aeronautique) w Paryżu, którą ukończył w 1912 roku.
W 1910 roku skonstruował samolot znany jako "Coandă 1910", który zademonstrował publicznie na 2. Międzynarodowym Salonie Lotniczym w Paryżu. Miał być to pierwszy samolot odrzutowy, napędzany energią gazów wylotowych i rozbić się po starcie na skutek utraty kontroli podczas swojego pierwszego lotu 16 grudnia 1910 roku. Istnieją wątpliwości, czy Coandă do swego samolotu, który w miejsce śmigła miał turbinę, rzeczywiście przewidywał wtrysk paliwa (płomień wylotowy ogarniał by pilota i kadłub, zbudowany z drewna), oraz czy samolot ten kiedykolwiek latał.
Przy okazji eksperymentów ze swoim samolotem odkrył nowy efekt aerodynamiczny nazwany później efektem Coandy, który opatentował w 1934. Na jego podstawie zaprojektował m.in. efektywną pompę powietrzną.
W latach 1911–1914 pracował jako dyrektor techniczny zakładów lotniczych Bristol Aeroplane Company w Wielkiej Brytanii, gdzie zaprojektował kilka samolotów Bristol-Coandă. W 1914 roku powrócił do Francji, gdzie został wcielony do 22 pułku artylerii podczas I wojny światowej; od 1916 służył w lotnictwie, w jednostkach współpracy z artylerią, równocześnie konstruując samoloty. W tym okresie zaprojektował samolot rozpoznawczy, sanie z napędem odrzutowym i aerodynamiczny pociąg.
W latach 1918–1923 przebywał w Rumunii; po ponownym przyjeździe do Francji, w latach 1923-28 wraz z Louisem Blériot opracował system budowy prefabrykowanych domków jednorodzinnych; w 1928 zaprojektował też wielki dom mieszkalny dla 3500 osób o konstrukcji odpornej na trzęsienia ziemi. W czasie II wojny światowej przebywał we Francji. W 1942 otrzymał od Niemców zamówienie na opracowanie napędu do sań motorowych i wykonał badania nad kierowaniem ciągu z wykorzystaniem efektu swojego imienia. Projekt został ostatecznie wstrzymany po roku. Po wojnie pracował m.in. nad urządzeniami odsalającymi wodę morską i podgrzewaczami wykorzystującymi energię słoneczną.
W 1969 roku powrócił do Rumunii i osiadł w Bukareszcie, gdzie podjął pracę jako dyrektor instytutu naukowego INCREST. W 1970 mianowany członkiem Akademii Nauk Rumunii. Coandă zmarł w Bukareszcie 25 listopada 1972 roku. Jego dom przekształcono w muzeum akademii nauk.
Upamiętnia go m.in.:
- Port lotniczy Bukareszt-Otopeni – pełna nazwa oryginalna Aeroportul Internaţional Henri Coandă[7]
- Akademia Rumuńskich Sił Powietrznych w Braszowie[8]

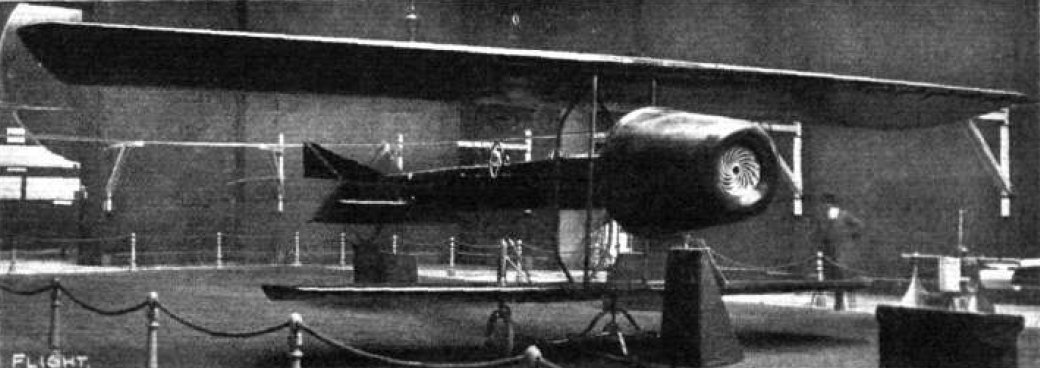
Samolot Coanda 1910
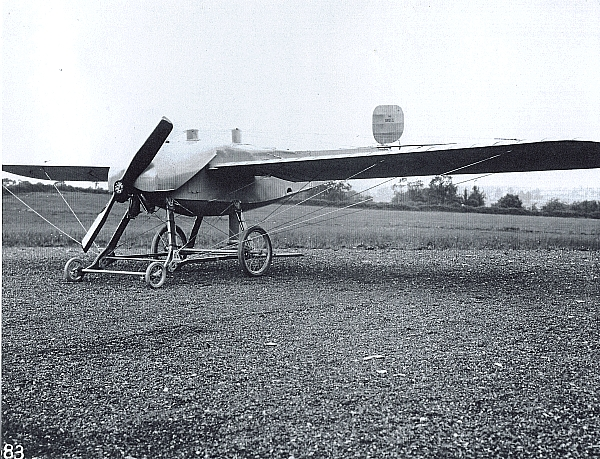
Samolot Bristol-Coanda z 1912
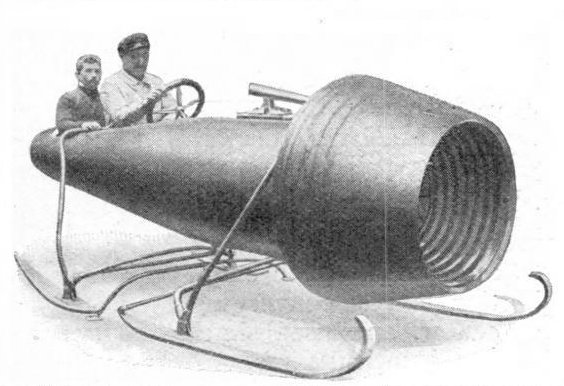
Projekt sań odrzutowych